# سيبريانو باوتيستا
سيبريانو باوتيستا هو سياسي فلبيني، ولد في 11 يوليو 1929 في نافوتاس في الفلبين، وتوفي في 12 مايو 2000.